# Pueblo misquito
Los misquitos o miskitos son un grupo étnico indígena de Centroamérica, cuyo idioma nativo pertenece a la familia de lenguas misumalpas, que forman parte del grupo lenmichí de las lenguas Macro-chibchas. Su territorio, que se extiende desde San Pedro sula en Honduras hasta más al sur del Río Grande de Matagalpa en Nicaragua, permaneció aislado de la conquista española.

## Etimología

El origen geográfico de los miskitos.Tomado de Bernard Nietschmann. ConservÁrea Protegida Costa Miskita, Nicaragua.

Según la tradición oral de los miskitos, hace muchos siglos un pueblo, dirigido por su líder guerrero Miskut, emigró desde el norte de Sudamérica, recorrió la costa del Caribe y se estableció en el continente, en un lugar donde confluían "un río, una laguna y el mar". Llamaron a este sitio Sitawala que significa "laguna o río de ostiones", al río más tarde le llamarían Wangki (Coco) y a la laguna Kip Almuk (actual laguna Cabo Viejo) en territorio nicaragüense. Hoy en día, la laguna de Sitawala se localiza en Puerto Lempira, actual departamento de Gracias a Dios en territorio hondureño.
El pueblo se autodenominaba Miskut kiampka ("la familia de Miskut") o Miskut uplika nani ("la gente de Miskut"). Los pueblos vecinos acortaron su nombre a Miskuto, adaptándose luego a Miskito.
Luego de la muerte de Miskut, la gente de Sitawala se dividió en dos grupos:
- Awala Uplika (Gente del Río). Subió por el río Wangki y se asentaron en sus riberas a lo largo de su curso.
- Auyha Uplika (Gente de la Costa) con dos subgrupos:
  - El primero se desplazó hacia el norte siguiendo la costa hasta la laguna de Brus en Honduras.
  - El segundo siguió la costa hacia el sur, con asentamientos en laguna Bismuna, Sandy Bay (Ledakura y Usikira) y laguna Dakura en Nicaragua.

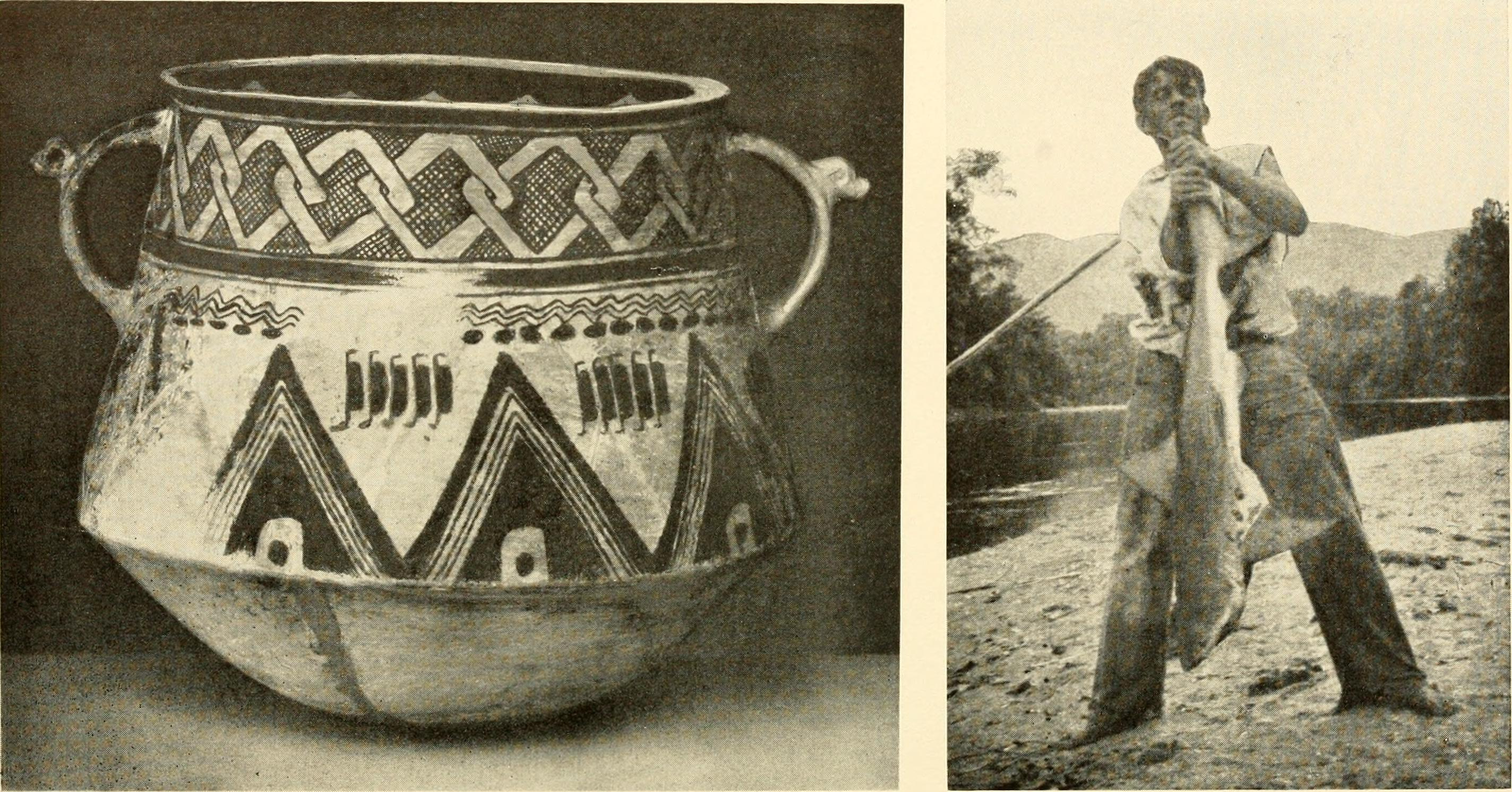
Fotografías de 1933 del Instituto Smithsoniano sobre el estudio de la etnia Misquita.

Sandy Bay se convirtió en un centro importante para el desarrollo del pueblo miskito, esto ocurrió probablemente durante el siglo XIV. Tenían acceso por tierra y mar tanto a los bosques ribereños para la caza y agricultura, como a los arrecifes marinos para la pesca y la caza de tortuga.
Algunos académicos han planteado que los miskitos se desarrollaron como pueblo después que grupos seminómades de cazadores y recolectores, especialmente de origen Mayangna, se mezclaron con africanos y europeos.
Los contactos con los piratas (franceses, holandeses y británicos) y los africanos (que buscaban refugio para escapar de la esclavitud) se inician en el siglo XVI. En el año 1629 puritanos ingleses establecieron en la isla de Providencia a la que llamaron Nueva Westminster, un emprendimiento colonizador: la Compañía Providencia.
Asentamientos de población indígena, negra y europea van creciendo paulatinamente en la zona de Bluefields y el Cabo Gracias a Dios. Del trato con comerciantes y colonos británicos los miskitos obtienen productos no tradicionales y armas de fuego, que se convierten en nuevas necesidades culturales, se identifican con los ingleses que se los proporcionan y se distinguen de los demás grupos indígenas; rápidamente se consideraron como "civilizados" y llamaron "indios incultos o poco civilizados" a las tribus vecinas.
A principios del siglo XLXXV el pueblo misquito estaba formado por negros, zambos, indígenas y mestizos.

## Origen

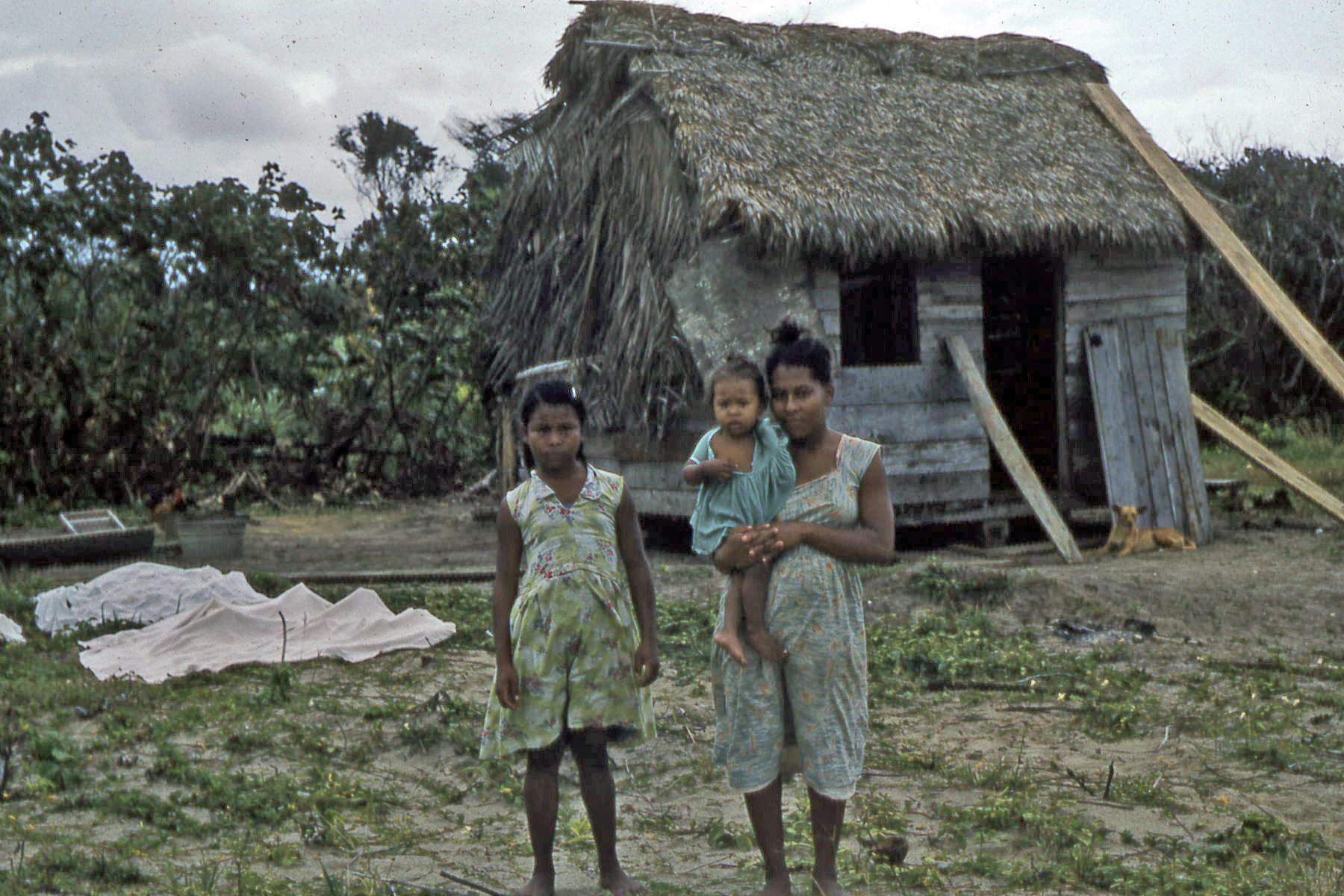
Mujeres misquito frente a su casa en la ribera del río Prinzapolka en Nicaragua

El origen de los misquitos como grupo étnico no está claro. Los misquitos mismos y muchos estudiosos consideran que siempre han sido misquitos. Algunos autores coinciden en que el pueblo misquito surgió en el siglo XVII de una mezcla social y biológica de bawinkas, tawahkas (sumu), africanos y europeos.
En 1711, Juan Benito Garret y Arlovi Obispo de Nicaragua y Costa Rica (1708-1716), describió así el origen de los «Zambos y Misquitos»:

En el año de 1641 se perdió un navío cargado de negros en la costa del mar del norte y en la parte entre la boca del Río San Juan, provincia de Nicaragua y la ciudad de Trujillo, provincia de Honduras... recogiéndose la tercera parte de los negros y los demás se retiraron y guarecieron entre las malezas de aquellas montañas ocupadas por indios Caribes que celosos y recelosos de aquellos nuevos huéspedes le hicieron guerra muy cruda; vencieron con el tiempo los negros a los caribes, retirándose estos montaña adentro hacia las tierras de Segovia y Chontales... quienes hoy en día tienen fiera enemistad con ellos... Con las mujeres de los vencidos se fueron multiplicando los vencedores, y por que ya murieron aquellos primeros huéspedes se llaman hoy sus descendientes zambos por ser hijos de negros y de indios.

### Idioma

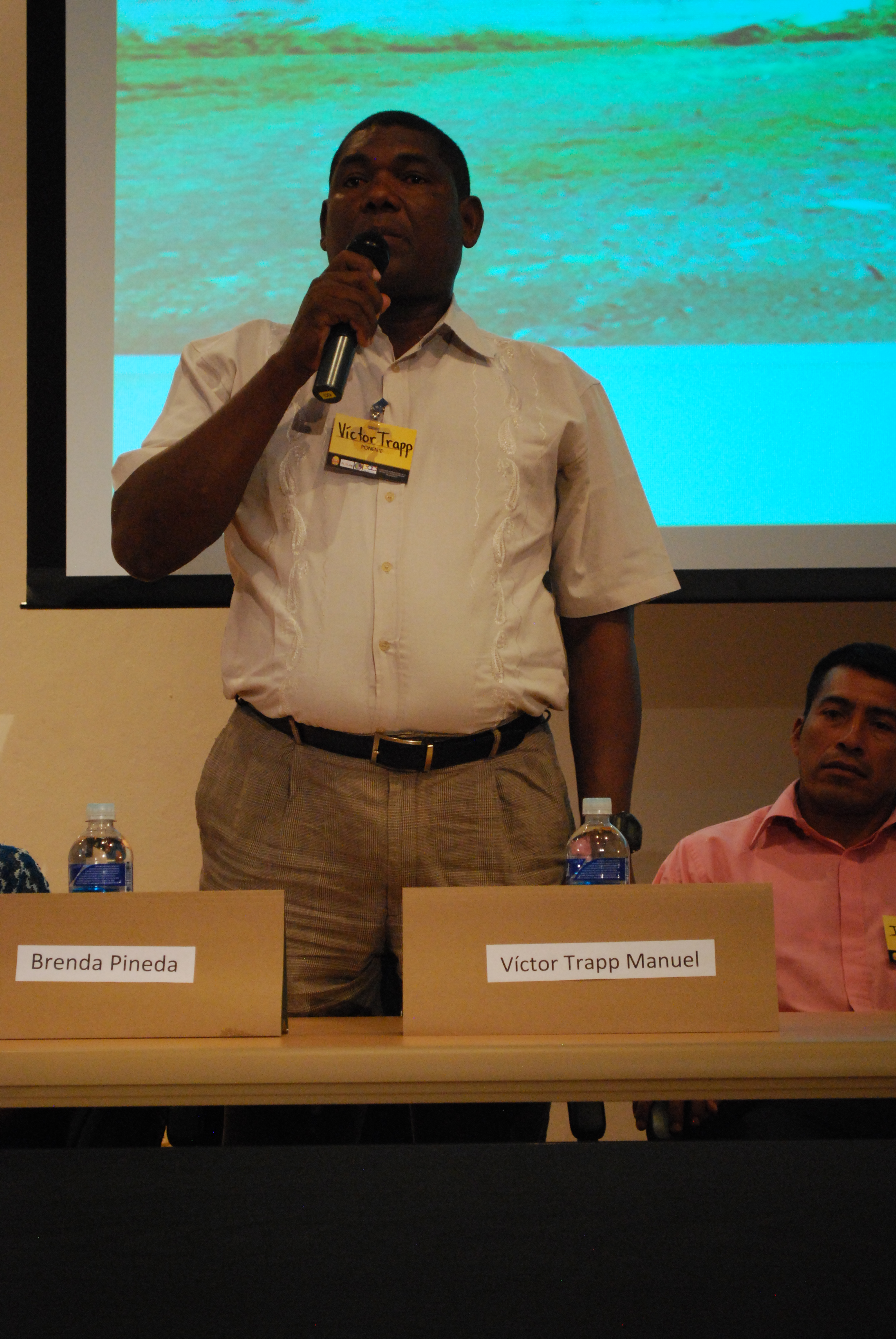
Victor Trapp Manuel representa al pueblo Misquito en Honduras en un congreso en la Universidad Nacional Autónoma de Honduras.

La mayoría de los misquitos hablan el idioma homónimo, parecido al dialecto sumu bawihka del tawahka. Sin embargo, para algunos expertos sus mínimas variantes dialectales sugieren un origen más reciente del misquito; además el dialecto de los misquitos tiene un mayor número de extranjerismos, especialmente del español y del inglés y existe alguna muestra, aunque leve, de influencia africana. Más de 68.000 personas hablan el misquito, relacionado con el criollo nicaragüense, el criollo beliceño y el criollo sanandresano.

### Religión
La mayoría son cristianos, fueron evangelizados por misioneros anglicanos cuya labor inició en Bluefields con Christian Frederick Post, laico anglicano de Philadelfia, a quien los misquitos le concedieron permiso para convivir con ellos a mediados de la década de 1770 y por misioneros moravos que llegaron a Bilwaskarma el 14 de marzo de 1849.
- Los anglicanos están bajo la iglesia Anglicana Episcopal en Nicaragua con el reverendo Harold Gustavo Dixon Reynales como Obispo Diocesano (2019 - al presente).
- Los moravos están bajo la iglesia Morava de la Provincia de Nicaragua desde 1974. La comunidad indígena del pueblo miskito tuvo en el reverendo Norman Bent a un líder que plasmó su identidad morava en su activa labor ecuménica.[5]
- Los católicos en la Costa Caribe Sur están bajo la Diócesis de Bluefields con el Obispo Francisco José Tijerino Dávila (2020 - al presente).
- Los católicos en la Costa Caribe Norte están bajo la Diócesis de Siuna, con el Obispo Isidoro del Carmen Mora Ortega (2021- al presente).
- Los adventistas están bajo la "South Atlantic Nicaragua Mission".

### Gobierno

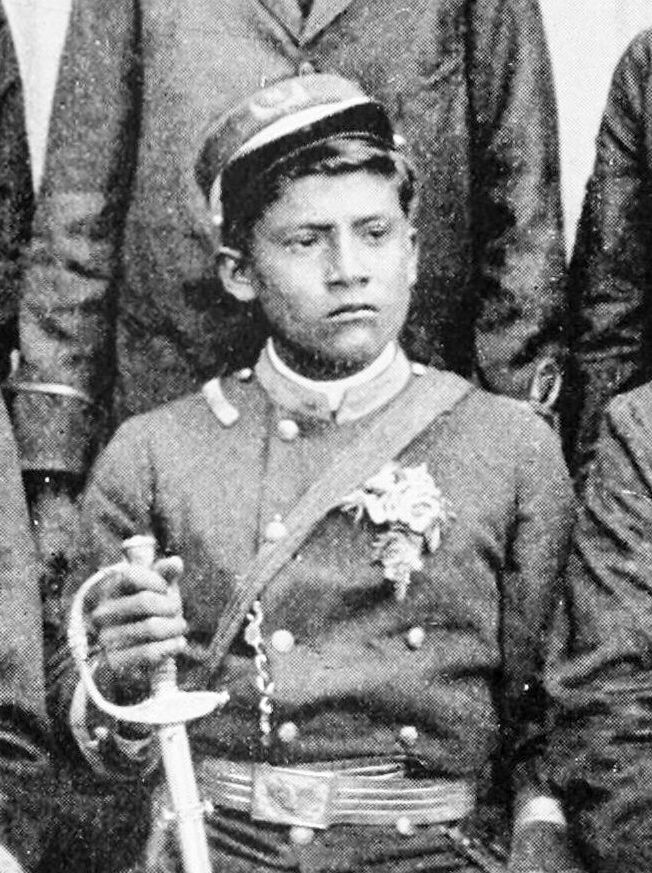
Robert II, último rey Miskito, su gobierno fue efímero reinando entre 1890 a 1894.

La sociedad tradicional misquita está fuertemente estructurada, con una estructura política clara. Había un rey pero no tenía el poder absoluto. Este poder estaba dividido entre él, un gobernador, un general, y durante la década de 1750, un almirante. La información histórica de los reyes a menudo es difusa debido a que muchos de ellos eran semideidades, y hasta 1687 no existen registros del primer rey confirmado, Jeremy I.
Este método permitía al pueblo misquito mantener su independencia durante el mandato español y de las Provincias Unidas de Centroamérica. Aun así fueron incluidos en Nicaragua en 1894.
Debido a los intereses económicos de los británicos en Centroamérica (especialmente de Honduras Británica, hoy llamada Belice), los misquitos fueron capaces de adquirir armas modernas. Los británicos también crearon en Nicaragua un país pensado para los misquitos. Los historiadores pensaban que los misquitos buscaban ser reconocidos como británicos, y de hecho las vestimentas europeas eran comunes entre los misquitos y los británicos, incluso entre los reyes misquitos. Pronto, uniendo exploradores misquitos y zambos comenzaron a atacar asentamientos españoles en Honduras, algunas veces para rescatar misquitos esclavizados, pero más frecuentemente para esclavizar a otros indígenas (durante mucho tiempo, los misquitos se consideraban superiores a otras tribus de la región (kukras, ulwas, sumos y rama), a quienes se referían como salvajes), para venderlos a los británicos para trabajar en la Jamaica inglesa. También esclavizaban a mujeres de otras tribus. Estas incursiones de pillaje siguieron mucho tiempo después del cese de hostilidades entre británicos y españoles.
Los colonos españoles comenzaron a llegar a las tierras misquitas en 1787, pero los misquitos seguían dominando la región debido a su superioridad numérica y a su experiencia militar.
Cosmogonía
Liwa Mairin. La Sirena.
Dueña del agua; de los ríos, lagunas, lagos, mares y todos los seres que en ellos se encuentran. Es una hermosa mujer de cabello largo y cola de pez. Generalmente no deja ver su rostro, sólo se muestra de espaldas. De carácter cambiante, puede hacer bien o mal. En ciertas épocas del año las personas no deben bañarse en los ríos porque se los puede llevar la Sirena. Por el ámbito de su actividad, los pescadores son los que más la han visto.
Cuando el cielo se cubre con nubes negras, y luego de la lluvia aparece el arco iris en el horizonte, significa que Liwa se está trasladando de lugar. Muchas muertes y desapariciones ocurridas en las fuentes de agua son atribuidas a ella. También enfermedades del vientre o vías urinarias llamadas Li Dukia o liwa. Es popular por ser personaje central en docenas de cuentos, leyendas y canciones del pueblo misquito. Existe también una versión masculina con diferentes colores de piel.

## Reino de los Misquitos

Escudo de la casa real Misquito.

Mapa del Reino de Mosquitia

La Nación Misquita llegó a ser un reino en algún momento antes de 1625. Su primer rey del que hay registros fue Oldman ('Hombre Viejo'), el hijo de un jefe de los misquitos, de nombre desconocido. El primer contacto con los británicos se produjo durante el mando del padre de Oldman, que lo envió a Gran Bretaña en donde este fue recibido en audiencia por el rey Carlos I.
En 1740 el rey misquito y la Corona británica sellaron un Tratado de Amistad y Alianza formal, seguido del nombramiento de un Superintendente residente en 1749. Se estableció un protectorado en el reino misquito.
El reino de los misquitos ayudó durante las guerras revolucionarias americanas atacando colonias españolas, y consiguieron numerosas victorias junto a los británicos. Aun así, tras la firma de la paz en 1783, los británicos tuvieron que ceder el control sobre la costa oriental (caribeña o atlántica) de Nicaragua. El retiro británico concluyó a finales de junio de 1787, aunque se siguió manteniendo un protectorado no oficial sobre el reino, a menudo protegiendo los intereses de los misquitos frente a las agresiones españolas.
A partir de mediados del siglo XIX, el interés de los británicos por la región comenzó a languidecer. El reino misquito desapareció en 1894, año en que el gobierno de José Santos Zelaya restableció el dominio y soberanía de Nicaragua mediante la llamada Reincorporación de la Mosquitia, a pesar de un intento de restablecerlo por parte de los británicos en julio de ese mismo año, pero recuperado por Nicaragua en agosto.

### Monarcas misquitos
El reino de los misquitos fue regido por los llamados reyes Moscos, cuya sucesión histórica es la siguiente:
- 1625-1687: Oldman
- 1687-1718: Jeremy I, rey de la Nación Misquita
- 1718-1729: S. M. Jeremy II, rey de la Nación Misquita
- 1729-1739: S. M. Peter I, rey de la Nación Misquita
- 1739-1755: S. M. Edward I, rey de la Nación Misquita
- 1755-1776: S. M. George I, rey de la Nación Misquita
- 1776-1801: S. M. George II Frederic, rey de la Nación Misquita
- 1801-1824: S. M. George Frederic Augustus I, rey de la Nación Misquita
- 1824-1842: S. M. Robert Charles Frederic, rey de la Nación Misquita
- 1842-1865: S. M. George Augustus Frederic II, rey de la Nación Misquita
- 1865-1879: S. E. William Henry Clarence, Jefe Hereditario de los Misquitos
- 1879-1888: S. E. George William Albert Hendy, jefe hereditario de los Misquitos
- 1888-1889: S. E. Andrew Hendy, Jefe Hereditario de los Misquitos
- 1889-1890: S. E. Jonathan Charles Frederick, jefe hereditario de los Misquitos
- 1890-1908: S. E. Robert Henry Clarence, jefe hereditario de los Misquitos (último rey Mosco)
- 1908-1928: Robert Frederick, heredero del reino de Mosquitia
- Desde 1978: Norton Cuthbert Clarence, heredero del reino de Mosquitia

Estos se encargaban de proteger a su tribu "los Mosquitias"